# 1418 Fayeta
1418 Fayeta (1903 RG) là một tiểu hành tinh vành đai chính được phát hiện ngày 22 tháng 9 năm 1903 bởi Paul Götz ở Heidelberg.